# Путевой дворец (Торжок)
Путевой дворец в Торжке — один из Императорских путевых дворцов по Московско-Петербургскому тракту, построенный в 1776 году по указу Екатерины II для отдыха путешествующей императорской семьи архитектором П.Р. Никитиным. Проект в стиле раннего классицизма являлся «образцовым» — по нему затем строились путевые дворцы в Вышнем Волочке, Выдропужске, Медном и Городне.

## История
Первый путевой дворец был деревянным и перешёл в ведение магистрата. Согласно указанию, данному императрицей новгородскому генерал-губернатору Якову Ефимовичу Сиверсу в 1775 году, путевой дворец в Торжке следовало поставить «на пристойном месте, с коего б город и новое в оном каменное строение видны были». Дворец был построен на высоком левом берегу Тверцы, откуда открывался вид на центр города, более всего застроенный каменными домами.
В 1827 году здание приобрело Торжокское градское общество для больницы и воспитательного дома, но в 1830 году городские власти передали дворец войскам Владимирского уланского полка. В 1840—1842 годах путевой дворец перестраивался по проекту архитектора Ивана Фёдоровича Львова. В 1855 году комплекс снова перешёл во владение города. Предположительно в 1859 году здесь открылось женское училище, которое в 1874 году было преобразовано в женскую гимназию. В 1918 году на базе трёхклассной гимназии была открыта школа второй ступени. В 1924—1926 годах дворец служил рабочим клубом. В 1926 году в здании открылась первая в городе школа-семилетка (впоследствии — средняя школа № 1). С 1979 года — школа рабочей молодёжи.
В 2010 году комитет по управлению имуществом Торжка совершил обмен Дворца на 6 жилых квартир. Прокуратура признала сделку незаконной.

## Описание
В основе дворцового комплекса лежит П-образная композиция: главный дом соединяется с двумя боковыми флигелями стеной. Парные флигели представляют собой одноэтажные прямоугольные корпуса. Флигели соединяет железная ограда с въездными воротами, ведущими в парадный двор. Представительный вид главному дому придает колоннада с небольшим треугольным фронтоном. Парадный фасад главного здания украшен дорическим портиком, фасады флигелей выделены портиками из полуколонн. Дворец имеет на обоих этажах анфиладу с двумя рядами комнат. Главные покои располагались наверху. Более половины второго этажа занимал парадный зал. В западной анфиладе располагалась спальня императрицы. Из своих окон она могла обозревать панораму города и побережья.